# Другий кабінет Дональда Трампа
Другий кабінет До́нальда Тра́мпа — це уряд Сполучених Штатів Америки, який сформований згідно з конституцією США, коли 20 січня 2025 Дональд Трамп вступив на посаду 47-го президента США, виконавча влада у Федеральному уряді, яка є складовою державного управління США.
Президент має повноваження подавати кандидатури членів свого кабінету до Сенату Сполучених Штатів для затвердження відповідно Конституції Сполучених Штатів, пункту про призначення.

## Кабінет
Усі постійні члени кабінету уряду Сполучених Штатів, як глави виконавчих департаментів, потребують згоди Сенату Сполучених Штатів після призначення президентом перед вступом на посаду. Посада віце-президента є винятковою, оскільки ця посада вимагає обрання на посаду відповідно до Конституції Сполучених Штатів. Президент також може призначати керівників інших відомств і не затверджених Сенатом членів Виконавчого офісу Президента членами Кабінету уряду. Уряд зустрічається з президентом у кабінеті, що примикає до Овального кабінету.
Оскільки Республіканська партія контролюватиме наступний Сенат, очікується, що всі кандидати Трампа будуть затверджені без особливого конкурсу. Проте деякі кандидати були зустрінуті критикою з боку кількох республіканців у Сенаті.
12 листопада 2024 року обраний президент Трамп оголосив, що Ілон Маск і Вівек Рамасвамі працюватимуть разом, щоб очолити Департамент ефективності уряду під час його другого терміну. Незважаючи на назву, навряд чи це буде федеральний виконавчий департамент, оскільки офіційні департаменти вимагають схвалення Конгресу, і, швидше за все, він буде компонентом виконавчого офісу президента або президентської комісії, яка тісно співпрацює з офісом менеджменту та бюджету США.
Вибір Трампа в кабінеті описували засоби масової інформації як цінність особистої лояльності над відповідним досвідом, а також через низку суперечливих ідеологій і «еклектичних особистостей». Її також назвали найбагатшою адміністрацією в сучасній історії, з більш ніж 13 мільярдерами, обраними на урядові посади. Представники Трампа та Ілон Маск погрожували фінансувати первинних претендентів на майбутніх виборах проти сенаторів-республіканців, які не голосували за кандидатів Трампа.

### Члени кабінету
Президент Сполучених Штатів призначив наступних членів кабінету міністрів:
- Марко Рубіо — Державний секретар США
- Піт Хегсет — Міністр оборони США
- Скотт Бессент — Міністр фінансів США
- Пем Бонді — Генеральний прокурор США
- Крісті Ноем — Міністр внутрішньої безпеки США
- Даг Бергам — Міністр внутрішніх справ США
- Шон Даффі — Міністр транспорту США
- Брук Роллінз[en] — Міністр сільського господарства США
- Говард Лутнік — Міністр торгівлі США
- Лорі Чавес-Деремер[en] — Міністр праці США
- Роберт Френсіс Кеннеді-молодший — Міністр охорони здоров'я і соціальних служб США
- Скотт Тернер[en] — Міністр житлового будівництва і міського розвитку США
- Кріс Райтд[en] — Міністр енергетики США
- Даг Коллінз[en] — Міністр у справах ветеранів США
- Лінда Мак-Мен — Міністр освіти США

#### Посадовці рівня Кабміну
- Лі Зельдін — Адміністратор агенції охорони навколишнього середовища;
- Рассел Воут — Директор Управління з питань управління та бюджету;
- Тулсі Габбард — Директор Національної розвідки США;
- Джон Реткліфф — Директор ЦРУ;
- Джеймісон Грір — Торговий представник;
- Келлі Леффлер — Адміністратор Управління у справах малого бізнесу;
- Сьюзі Вайлз — Голова адміністрації Білого дому.

### Процес підтвердження
Нижче наведено список підтверджень чи відкликань з посад у кабінеті, посад на рівні кабінету міністрів та інших важливих посад, які були затверджені Сенатом із січня 2025 року шляхом поіменного голосування, яке було зафіксовано, а не шляхом голосування. Зняття позначено сірим кольором. Наприклад, Метт Гетц відкликав свою кандидатуру на початку процесу підтвердження.
Роберт Френсіс Кеннеді-молодший — Міністр охорони здоров'я і соціальних служб США

## Виборні особи

### Президент
Дональд Трамп на президентських виборах 2024 року переміг чинного віце-президента та кандидата від Демократичної партії Камалу Гарріс, отримавши 312 голосів виборців у порівнянні з 226 голосами виборщиків Гарріс; виграв всі штати, які коливаються, а також утримав всі штати, які він виграв у 2020 році. Урочисте засвідчення результатів відбулося 6 січня 2025 року. Перебуває на посаді з 20 січня 2025 року.

### Віце-президент
Віце-президент Джей Ді Венс є єдиним членом кабінету міністрів, обраним на посаду, який не потребує підтвердження Сенатом, і віце-президент не обіймає посаду за бажанням президента. Були десятки потенційних напарників Трампа, про яких ЗМІ чули припущення. Про обрання Трампом сенатора Джей Ді Венса було офіційно оголошено 15 липня 2024 року та підтверджено шляхом акламації через парламентську процедуру серед делегатів національного з'їзду Республіканської партії 2024 року 15 липня 2024 року.